# セルゲイ・ベリャーエフ
セルゲイ・ミハイロヴィチ・ベリャーエフ（Сергей Михайлович Беляев、ラテン翻字の例：Sergey Mikhailovich Belyayev、1883年1月21日/ユリウス暦1月9日 - 1953年11月11日）は、ロシアの作家。

## 生涯
モスクワ生まれ。神学校を卒業し、聖歌隊員、劇場のプロンプター、家庭教師として働く。その後タルトゥ大学の医学部を修了。医師となった。小説家としては1905年に最初の作品を発表した。
日本語に翻訳された作品としては、反地球テーマのサイエンス・フィクション『第十番惑星』«Десятая планета»がある。ただしこれは同姓の著名なSF作家との混同により、アレクサンドル・ベリャーエフ名義で刊行された。

## 作品リスト
- Семинарские очерки, М., 1906
- Пожар, 1926
- Как Иван Иванович от большевиков бегал, Л., 1926
- Записки советского врача. 1926
- Радиомозг. Фант. роман. М.-Л., МГ, 1928
- Истребитель 2Z. НФ-роман. М.-Л., Детиздат, 1939
- Коварное оружие. Нефант. рассказ. М.-Л., Детгиз, 1942 (пс. Е. Крамской)
- Десятая планета. Повесть. М., Детгиз, 1945
  - 『第十番惑星』少年少女世界科学冒険全集（講談社、1956年） - 日本語に翻訳。
  - 藤子不二雄『第十番惑星』（講談社、『少年クラブ』1957年5月号ふろく） - 全64頁の漫画。
  - 袋一平訳『第十番惑星』角川文庫（1976年）ほか
- Приключения Сэмюэля Пингля. НФ-роман. М.-Л., Детгиз, 1945
- Властелин молний. М.-Л., МГ, 1947.